# Massenpanik in Mekka 2015

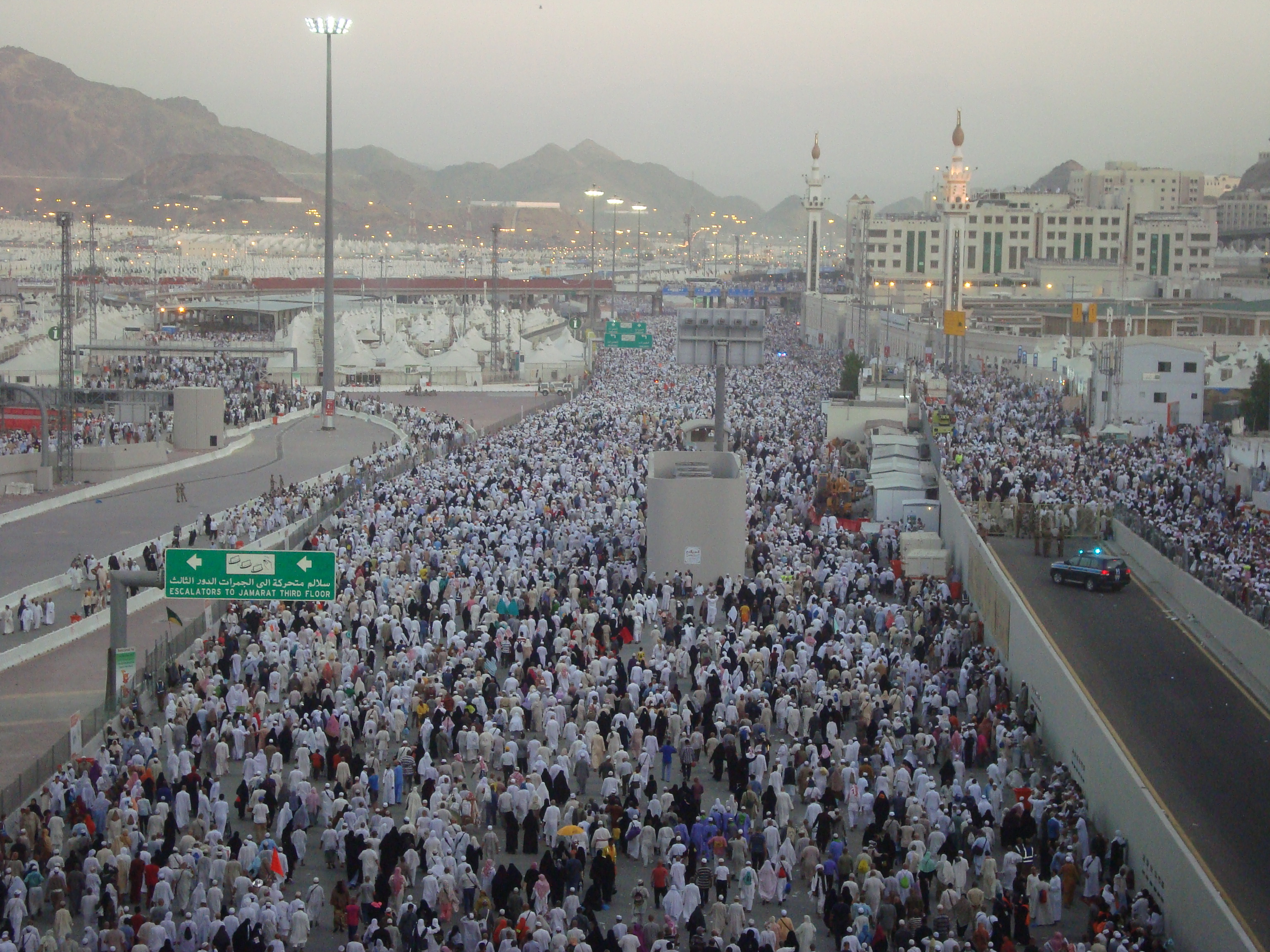
Pilger in Minā auf dem Weg zurück von der Dschamarat-Brücke (2011)

Bei der Massenpanik in Mekka 2015 kamen am dritten Tag des Haddsch, am Morgen des 24. September, in einem Tal nahe Mekka mehr als zweitausend Menschen ums Leben. Die offizielle Anzahl der Toten war nach den Angaben saudischer Behörden 769, weitere 934 seien verletzt worden. Die Zahl der Toten wurde Dezember 2015 nach der Zählung der Nachrichtenagenturen Associated Press (AP), Reuters und Agence France-Presse (AFP) auf 2411 korrigiert, danach war es die schlimmste Massenpanik in der Geschichte der muslimischen Pilgerfahrt. Hunderte von Pilgern gelten weiter als vermisst.

## Frühere Massenpaniken
In der Vergangenheit war es wiederholt zu Massenpaniken während des Haddsch gekommen. So starben 2006 bei einem Massenandrang rund 350 Muslime. Die vor 2015 opferreichste Massenpanik war 1990, als in einem Verbindungstunnel zwischen Mekka und Minā 1426 Pilger ums Leben kamen.

## Hergang

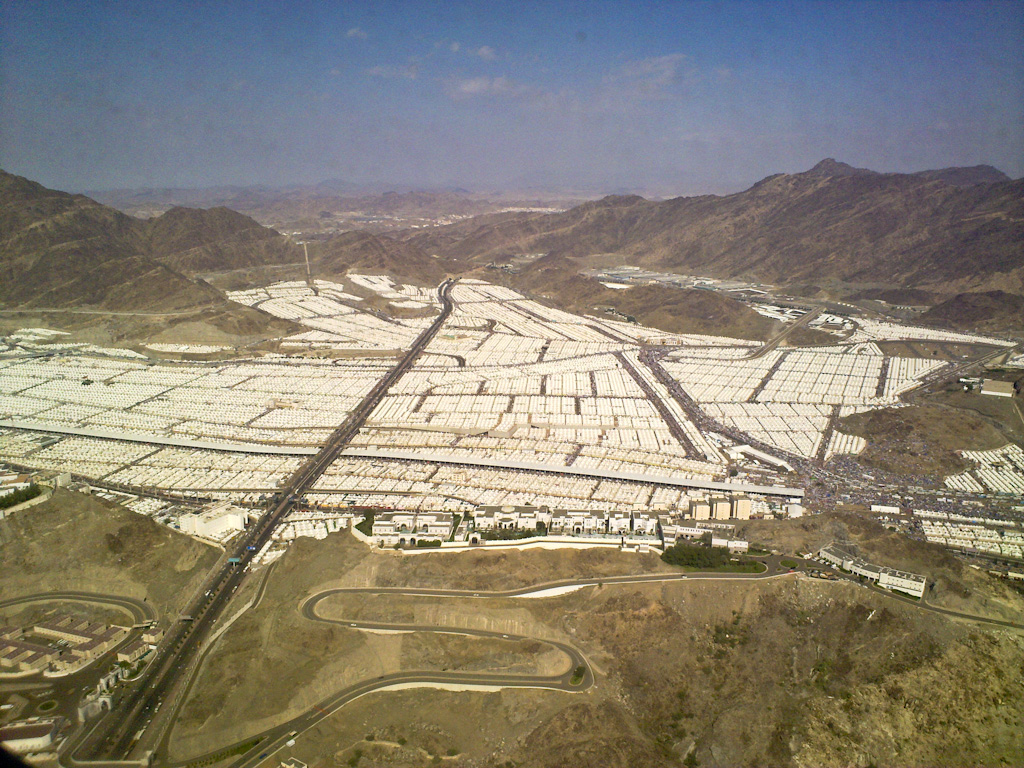
Zeltstädte von Minā (2009)

Im Jahr 2015 hatten sich laut saudi-arabischen Medien rund drei Millionen Muslime auf die Wallfahrt begeben, 1,4 Millionen davon aus dem Ausland. In diesem Jahr war die Pilgerfahrt schon vor ihrem Beginn von einem verheerenden Unfall überschattet, ein Baukran stürzte am 11. September auf einen Innenhof der Großen Moschee von Mekka, 107 Menschen starben und etwa 400 weitere wurden verletzt. Dennoch entschieden die Behörden, den Haddsch stattfinden zu lassen.
Zu dem Unglück kam es nahe einer T-förmigen Straßenkreuzung in Minā, wo viele der Pilger während der Wallfahrt in Zeltstädten untergebracht sind. Auf der dortigen Dschamarat-Brücke bereiten sich die Pilger am dritten Tag des Haddsch auf die rituelle Steinigung des Teufels vor. 
Der Haddsch ging trotz des Unglücks weiter und die Behörden bemühten sich danach verstärkt, große Menschenansammlungen zu vermeiden und die Pilger auf alternative Strecken umzuleiten.
Laut einem Sprecher des saudi-arabischen Innenministeriums kam es zu der Massenpanik, als verschiedene Pilgerzüge aufeinander trafen und begannen, gegeneinander zu schieben, was durch extreme Hitze und Erschöpfung auf Seiten der Beteiligten verstärkt wurde. Von Seiten des Gesundheitsministeriums wurden Personen, die sich nicht an ausgegebene Zeitpläne und Anweisungen der Sicherheitskräfte gehalten hätten, verantwortlich gemacht. Der Vorsitzende des saudi-arabischen Haddsch-Komitees, Prinz Khalid Al-Faisal, nannte dabei explizit „Pilger aus afrikanischen Ländern“. In iranischen und libanesischen Medien wurde hingegen der Vorwurf erhoben, Auslöser der Katastrophe sei eine Sperrung gewesen, um Verteidigungsminister und Vize-Kronprinz Mohammed bin Salman, einen Sohn von König Salman, mitsamt seinen Begleitern, Sicherheitskräften und Polizisten passieren zu lassen. König Salman kündigte eine Untersuchung der Vorfälle an, der iranische Generalstaatsanwalt Ebrahim Raissi forderte eine Überprüfung der Ereignisse durch internationale Gerichte und Organisationen.
Am 9. Oktober 2015 veröffentlichte AP eine deutlich höhere Opferzahl als die saudi-arabische Regierung. Nach dieser Schätzung, die auf den offiziellen Angaben von 19 betroffenen Nationen beruht, kamen bei der Massenpanik mindestens 1470 Menschen ums Leben, womit es der schlimmste Vorfall dieser Art in der Geschichte des Haddsch wäre. Die Nachrichtenagentur dpa kam bei einer Zählung der Opferzahlen aus 28 Ländern auf 1807 Tote. Die Zahlen stammen aus offiziellen Quellen oder den Medien und es wurde deutlich, dass auch im Oktober 2015 noch Menschen vermisst wurden.

## Reaktionen
Der oberste Führer des Iran, Ali Chamene’i, warf Saudi-Arabien vor, die Leichen der iranischen Opfer nicht schnell genug in ihre Heimat überführt zu haben, und drohte mit einer harten Vergeltung des Iran. In dem iranischen Fernsehsender Press TV wurde unter Bezugnahme auf die iranische Organisation der Haddschpilger mit 4173 von einer weit größeren Opferzahl berichtet.